# Yale N. Patt
Yale Nance Patt (* 29. Juni 1939 in Melford (Massachusetts)) ist ein US-amerikanischer Computeringenieur.

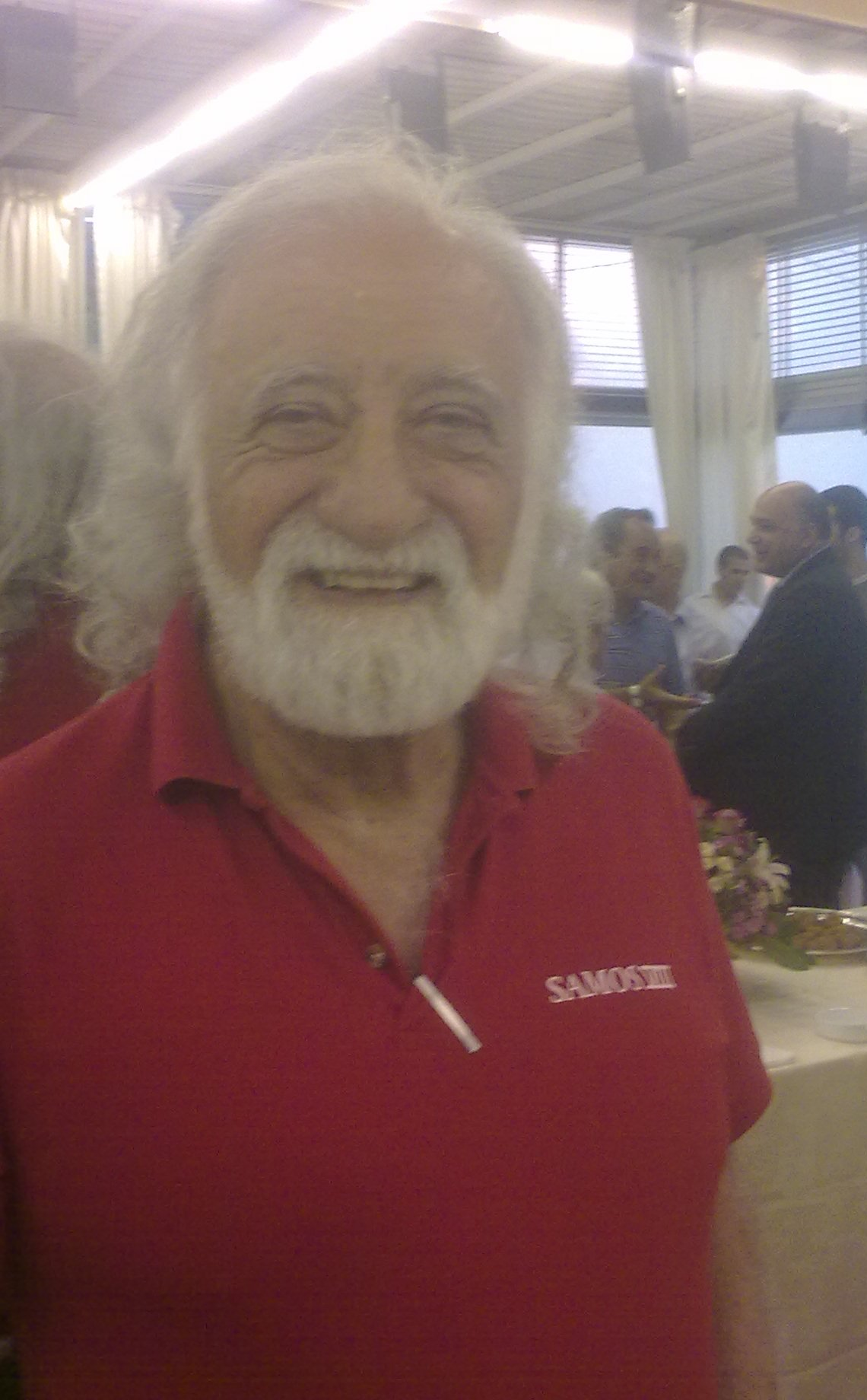
Yale Patt 2010

Yale N. Patt studierte an der Northeastern University mit dem Bachelor-Abschluss 1962 und an der Stanford University mit dem Master-Abschluss 1963 und der Promotion in Elektrotechnik 1966. Als Post-Doktorand war er an der Cornell University. Ab 1969 war er Assistant Professor für Informatik an der North Carolina State University und ab 1976 Professor an der San Francisco State University. Gleichzeitig war er ab 1979 Gastprofessor an der University of California, Berkeley und 1984 bis 1988 Ko-Direktor der Berkeley High Performance Computer Group. 1988 wurde er Professor an der University of Michigan und 1999 an der University of Texas at Austin.
Als Student entwickelte Yala Patt 1965 das WOS Module, eines der ersten Beispiele komplexer Logik auf einem einzelnen Silizium-Chip.
Er hat einen Ruf für die Verfolgung innovativer, dem jeweiligen technischen Stand vorauseilender Computerarchitekturen. 1984 führte er mit Studenten die HPS-Mikroarchitektur (High Performance Substrate) für Hochleistungsrechner ein mit parallelem Abarbeiten von Instruktionen. 1991 führte er den Two-Level-Branch Prediction ein.
1996 erhielt er den Eckert-Mauchly Award. 1999 erhielt er den W. Wallace McDowell Award, 1995 die Piore Medal und 2005 den Charles Babbage Award der IEEE. Er ist Fellow der IEEE und der Association for Computing Machinery (ACM). 2009 wurde er Ehrendoktor der Universität Belgrad. Für 2016 wurde ihm die Benjamin Franklin Medal des Franklin Institute zugesprochen.

## Schriften
- mit Sanjay Patel: Computing Systems: from bits and gates to C and beyond, McGraw Hill, 2001, 2. Auflage 2004